# Christine (film, 1983)
A Christine 1983-ban bemutatott amerikai thriller, mely Stephen King ugyanebben az évben megjelent azonos című regényéből készült. Rendezője John Carpenter. A történet címszereplője egy autó, ami különös hatást gyakorol a környezetében lévőkre és különös képességei vannak.

## Cselekmény
|  | Alább a cselekmény részletei következnek! |

Arnie Cunningham egy szerencsétlen kamaszfiú, akit folyamatosan sérelmek érnek az iskolában. Barátjával, Dennis Guilderrel egyik nap felfigyel egy düledező ház udvarán álló régi, ütött-kopott kocsira, egy 1957-es (valójában 1958-as) Plymouth Fury-ra. A ház és a kocsi tulajdonosa szívesen megszabadulna a roncstól, ami valósággal megbabonázza Arnie-t, bár a tulaj elmondja, hogy a bátyja, a kocsi eredeti tulajdonosa az autó megvásárlása után furcsán kezdett viselkedni, majd öngyilkos is lett. Mind a barátja, mind a szülei ellenzik a kocsi megvásárlását, mivel rengeteg munka és idő lenne rendbe hozni, és akár egy jobb állapotú autót is vehetne, de a fiú nem tágít a kocsi megvételétől. Mivel a szülei nem engedik, hogy a háznál maradjon a kocsi, ezért egy roncstelepre viszi, ahol "csináld magad szerviz" is működik. Miközben a kocsi lassan megújul Arnie is kezd megváltozni, már nem az a félénk, esetlen kamasz aki volt. Christine, ahogy az első tulaj elnevezte, egyre jobban megváltoztatja, és egyre több idejét, figyelmét követeli, még Arnie újdonsült barátnőjét, Leigh Cabotot is elmarja mellőle. Cserébe viszont megbünteti mindazokat, akik ártottak a fiúnak. A különös halálesetek után a rendőrség is nyomozni kezd, de végül Dennis és Leigh száll szembe a gonosz „lelkű” autóval és teljesen kiszámíthatatlanná vált gazdájával, Arnie-val...
|  | Itt a vége a cselekmény részletezésének! |

## Szereplők
| Színész            | Szerep                  | 1. magyar hang   | 2. magyar hang   |
| ------------------ | ----------------------- | ---------------- | ---------------- |
| Keith Gordon       | Arnie Cunningham        | Fekete Zoltán    | Markovics Tamás  |
| John Stockwell     | Dennis Guilder          | Markovics Tamás  | Csőre Gábor      |
| Alexandra Paul     | Leigh Cabot             | Zsigmond Tamara  | Madarász Éva     |
| Robert Prosky      | Will Darnell            | Konrád Antal     | Barbinek Péter   |
| Harry Dean Stanton | Rudolph Junkins nyomozó | Varga T. József  | Rosta Sándor     |
| Roberts Blossom    | George LeBay            | Izsóf Vilmos     | Balázsi Gyula    |
| Christine Belford  | Regina Cunningham       | Antal Olga       | Incze Ildikó     |
| William Ostrander  | Buddy Repperton         | Bartucz Attila   | Rába Roland      |
| Malcolm Danare     | Moochie Welch           |                  | Minárovits Péter |
| David Spielberg    | Mr. Casey               | Cs. Németh Lajos | Megyeri János    |

A második szinkron legszembetűnőbb különbsége, hogy a fordító érthetetlen okból Arnie gúnynevét „puniszájnak” magyarította.

## Érdekességek
- Habár a filmben 1957-es Plymouth Furyról beszélnek, Christine valójában egy 1958-as Plymouth Belvedere volt, mivel a Fury típusból kevés készült, ami 57-ben és 58-ban is a Plymouth Belvedere kupénak, azaz kétajtós modelljének díszesebb, igényesebb változata volt, és jelentősen különbözött a filmben szereplő autótól. (A regényben szereplő Fury ráadásul négyajtós, ami így fiktív jármű.) A két évjárat autói azonban nagyon hasonlítanak egymásra, de talán az 58-as kicsit kiforrottabb modell, ezért eshetett rá a választás. A filmben nagyjából húsz autót használtak el, amelyek közül több a nagyobb darabszámú Belvedere Furynak „maszkírozott” változata volt, amiknek a pluszdíszeit gumiból formázták meg és ragasztották az autókra. Plymouth Furyt mindkét évben csak egy színben gyártottak: 57-ben világos homokszínben, 58-ban világos bézsben, mindkettőt aranyszínű díszítésekkel, a filmben látható piros színben soha nem készült, Belvedere viszont mindenféle színben. Habár a könyvben megemlítik, hogy az autó külön rendelésre készült, a filmben ebből csak annyi látszik, hogy a film eleji gyártósoron Christine az egyetlen piros autó. Ez a nyitójelenet a detroiti autógyárban a könyvben mellesleg nem szerepel.
- Christine a rádiójában felcsendülő ötvenes évekbeli dalokkal „kommunikál”, legalábbis azokkal reagál az adott cselekményre. Mikor például az egyik kellemetlenkedő karaktert elüti, gúnyolódóan egy „lapos lányról” szóló szám szól a rádiójából (Little Bitty Pretty One).[1]
- Junkins nyomozónak is Plymouth Furyja van, de az már egy kései, korabeli 1977-es civil rendőrségi autó, mivel ebben az időszakban az aktuális Plymouth Furyt gyakran használták a hivatalos szervek, mint például a rendőrségek.
- A „Fury” szó dühöt, tombolást jelent.
- Christine rendszáma: CQB 241.
- Kevin Bacon is esélyes volt a főszerepre, de ő aztán a Gumiláb című táncosfilmben szerepelt.